# Podśmigiel
Podśmigiel – wieś w Polsce położona w województwie wielkopolskim, w powiecie kościańskim, w gminie Śmigiel. Miejscowość wchodzi w skład sołectwa Bronikowo.

## Historia
W okresie Wielkiego Księstwa Poznańskiego (1815-1848) wzmiankowana jest miejscowość Podszmigiel II (kolonia), która należała do wsi mniejszych w ówczesnym pruskim powiecie Kosten rejencji poznańskiej. Kolonia Podszmigiel II należała do okręgu śmigielskiego tego powiatu i stanowiła część majątku Bronikowo, który należał wówczas do Forstera. Według spisu urzędowego z 1837 roku kolonia Podszmigiel II liczyła 14 mieszkańców, którzy zamieszkiwali dwa dymy (domostwa). Wzmiankowany był również folwark Podszmigiel I, który stanowił część sąsiedniego majątku Bojanowo stare (wówczas własność księżnej z rodu Hohenzollern). W folwarku Podszmigiel I mieszkało 10 osób w jednym dymie (chacie).
W latach 1975–1998 miejscowość należała administracyjnie do województwa leszczyńskiego.